# 양자장론

강하고 일정한 전기장 하에서는 전자와 양전자가 자발적으로 생성된다.

물리학에서 양자장론(量子場論, 문화어: 량자마당론, 영어: quantum field theory, QFT) 혹은 양자 마당 이론은 장을 통해 물리 현상을 기술하는 양자 이론이다. 입자물리학이나 응집물질물리학 등의 이론적인 바탕을 이룬다.:xi  좁은 의미에서는 양자장론은 양자역학과 특수 상대성이론을 결합한 이론이다. 양자 전기역학이나 표준 모형이 대표적인 예다. 넓은 의미에서는 비상대론적이지만 양자화된 장을 다루는 이론도 포함한다. 응집물질물리학에서 다루는 양자장론이 이 경우에 속한다. 주요한 예로 BCS 이론 등이 있다.

## 역사
역사적으로 양자장론은 양자역학과 특수 상대성이론을 결합하려는 시도에서 비롯되었다. 비상대론적으로, 양자역학은 슈뢰딩거 방정식으로 기술된다. 슈뢰딩거 방정식은 여러 방법을 통해 상대론적인 기술이 가능한데, 이렇게 하면 클라인-고든 방정식이나 디랙 방정식을 얻는다. 그러나 이 방정식들은 다입자적(입자의 개수가 시간에 대해 일정해서)으로 해석하기 힘들다. 이를 다입자적으로 해석하면 음의 확률 내지 음의 에너지를 갖는 입자 등 비상식적인 결과를 얻는다.
이 문제를 풀기 위해 이차 양자화(二次量子化, second quantization)라는 개념이 도입되었다. 이는 처음에는 이미 양자화를 거친 파동 함수를 다시 양자화하는 것으로 생각되었다. 이에 따라, 이론을 단(單)입자 이론에서 다(多)입자 이론으로 재해석한다. 이렇게 하면 이론의 여러 비상식적인 결론을 없앨 수 있다. 예를 들어, 단입자 이론에서의 음의 확률은 다입자 이론에서 반입자의 파동 함수로 재해석한다.
오늘날 이차 양자화는 양자 파동 함수를 거듭 양자화하는 것이 아니라, 사실 고전적인 장을 한 번 양자화하는 것으로 여겨진다. 즉, 양자장론은 고전장론을 양자화한 것이다. 예를 들어, 고전역학에선 맥스웰 이론의 전자기장, 일반상대론의 중력장(계량 텐서) 등 여러 장을 다루는데 이런 장은 고전적이다. 즉, 장의 값이 가환(혹은 그라스만 장의 경우 반가환)한다. 이를 양자화하여 장을 연산자 값을 가지게 한다. 맥스웰 이론을 양자화하면 양자 전기역학을 얻고, 일반상대론을 양자화하면 여러 가지의 양자 중력 이론을 얻는다.

### 양자전기역학

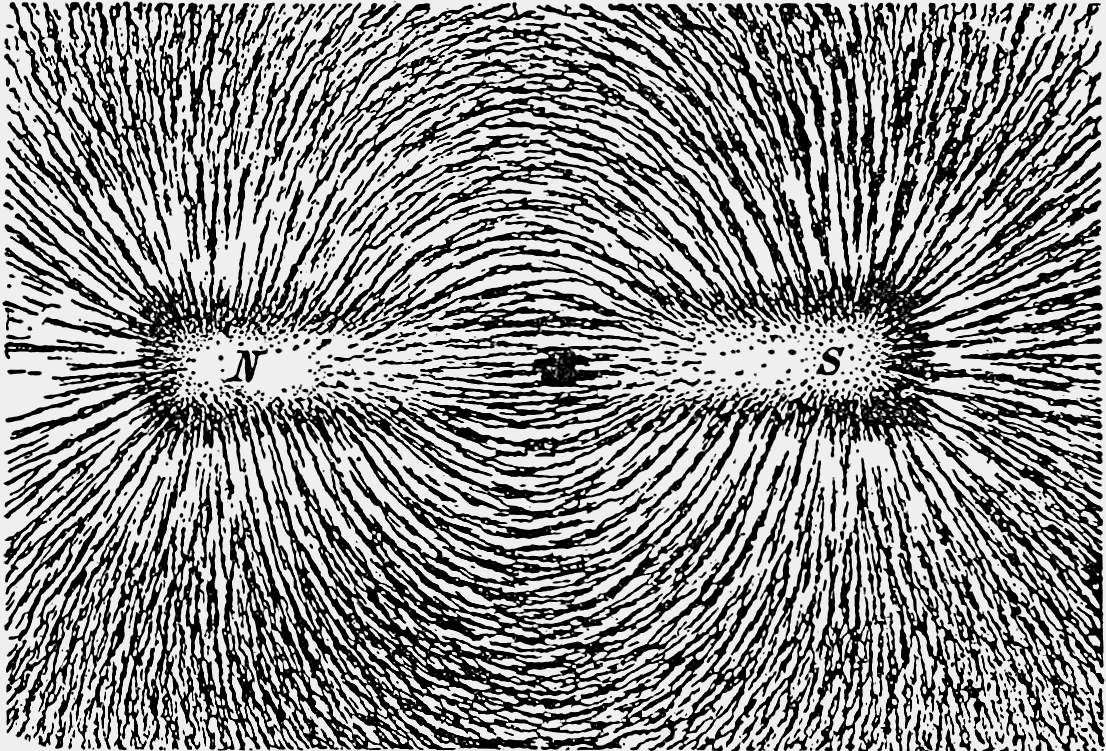
철가루를 사용하여 자석 주위의 자기장을 시각화하는 모습. 철가루는 자석 주위에 흩어지면 자기장의 방향에 따라 정렬된다. 이때 자석 위에 종이를 놓고 그 위에 철가루를 뿌리면 철가루가 자기장의 방향을 따라 정렬되어 고리 형태로 나타난다. 이를 통해 관찰자들은 자석의 극과 자석이 생성하는 자기장을 명확하게 볼 수 있다.

1920년대에 전자기장이 유일하게 알려진 고전장이었기 때문에 양자장론은 자연스럽게 전자기 상호작용에 대한 연구와 함께 시작되었다.
1925~1926년 보른, 하이젠베르크, 파스쿠알 요르단의 작업을 통해 자유 전자기장(물질과 상호작용이 없는 것)의 양자 이론은 전자기장을 일련의 양자 조화 진동자로 취급하여 표준 양자화를 통해 개발되었다. 그러나 상호작용을 배제한 그러한 이론은 현실 세계에 대한 정량적 예측을 할 수 없었다.
그의 중요한 1927년 논문 《The quantum theory of the emission and absorption of radiation》 에서 디랙은 자유 전자기장을 설명하는 용어에 전류 밀도와 전자기 벡터 사이의 추가 상호 작용 용어를 추가하는 이론인 양자 전기역학이라는 용어를 만들었다. 그는 1차 섭동 이론을 사용하여 자발적 방출 현상을 성공적으로 설명했다. 양자역학의 불확정성 원리에 따르면 양자 조화 진동자는 정지 상태를 유지할 수 없지만 최소 에너지가 0이 아니므로 가장 낮은 에너지 상태(바닥 상태)에서도 항상 진동해야 한다. 따라서 완전한 진공 상태에서도 영점 에너지를 갖는 진동하는 전자기장이 남아 있다. 원자의 전자에 의한 자발적인 복사 방출을 "자극"시키는 것은 진공에서 전자기장의 이러한 양자 요동이다. 디랙의 이론은 원자에 의한 방사선의 방출과 흡수 모두를 설명하는 데 큰 성공을 거두었다. 2차 섭동 이론을 적용하여 광자의 산란, 공명형광 및 비상대론적 콤프턴 산란을 설명할 수 있었다. 그럼에도 불구하고 고차 섭동 이론의 적용은 계산에서 문제가 있는 무한대에 시달렸다.:71
1928년에 디랙은 상대론적 전자를 설명하는 파동 방정식인 디랙 방정식을 작성했다. 그것은 다음과 같은 중요한 결과를 낳았다. 전자의 g 상수는 2이고 스핀은 1/2이다. 그것은 수소 원자의 미세 구조에 대한 올바른 좀머펠트 공식으로 이어졌다. 상대론적 콤프턴 산란에 대한 클레인-니시나 공식을 유도하는 데 사용할 수 있다. 그 결과는 결실을 맺었지만 이 이론은 원자가 방사선 방출에 의해 항상 더 낮은 에너지 상태로 붕괴할 수 있기 때문에 원자를 불안정하게 만드는 음의 에너지 상태의 존재를 분명히 암시했다.:71–72
당시 지배적인 견해는 세계가 물질 입자(예: 전자)와 양자장(예: 광자)이라는 아주 다른 두 가지 성분으로 구성되어 있다는 것이었다. 물질 입자는 주어진 공간 영역이나 속도 범위에서 각 입자를 찾을 확률로 설명되는 물리적 상태와 함께 영원한 것으로 간주되었다. 반면에 광자는 기본 양자화된 전자기장의 들뜬 상태일 뿐이며 자유롭게 생성되거나 파괴될 수 있다. 1928년에서 1930년 사이에 요르단, 유진 위그너, 하이젠베르크, 파울리, 엔리코 페르미는 물질 입자가 양자장의 들뜬 상태로 보일 수도 있음을 발견했다. 광자가 양자화된 전자기장의 여기 상태인 것처럼 각 유형의 입자에는 전자장, 양성자장 등 해당하는 양자장이 있다. 충분한 에너지가 주어지면 이제 물질 입자를 생성할 수 있다. 이 아이디어를 바탕으로 페르미는 1932년에 페르미의 상호 작용으로 알려진 베타 붕괴에 대한 설명을 제안했다. 원자핵은 그 자체로 전자를 포함하지 않지만 붕괴 과정에서 주변 전자장에서 전자가 생성된다. 이는 들뜬 원자의 복사 붕괴에서 주변 전자기장에서 생성된 광자와 유사하다.
1929년 디랙 등은 전자와 질량은 같지만 전하가 반대인 입자가 존재한다고 가정하면 디랙 방정식에 의해 음의 에너지 상태가 제거될 수 있음을 깨달았다. 이것은 원자의 안정성을 보장했을 뿐만 아니라 반물질의 존재에 대한 최초의 제안이기도 했다. 실제로, 양전자에 대한 증거는 1932년 칼 데이비드 앤더슨에 의해 우주선에서 발견되었다. 광자를 흡수하는 것과 같은 충분한 에너지로 전자-양전자 쌍이 생성될 수 있으며, 이 과정을 쌍생성이라고 한다. 반대 과정인 소멸은 광자 방출과 함께 발생할 수도 있다. 이것은 상호 작용 중에 입자 번호를 고정할 필요가 없음을 보여주었다. 그러나 역사적으로 양전자는 처음에는 새로운 종류의 입자가 아니라 무한한 전자 바다에 있는 "구멍"으로 생각되었으며, 이 이론을 ‘디랙 구멍 이론’이라고 한다. :72 양자장론은 자연스럽게 공식화에 반입자를 통합했다.

### 무한대 및 재규격화
로버트 오펜하이머는 1930년에 양자전기역학의 고차 섭동 계산이 항상 전자 자체 에너지와 전자 및 광자 장의 진공 영점 에너지와 같은 무한한 양을 초래한다는 것을 보여주었다. 시간은 매우 높은 운동량을 가진 광자와 관련된 상호 작용을 적절하게 처리할 수 없다. 20년이 지나서야 그러한 무한대를 제거하기 위한 체계적인 접근 방식이 개발되었다.
에른스트 슈튀켈베르크는 1934년에서 1938년 사이에 양자장론의 상대론적 불변 공식을 확립한 일련의 논문을 발표했다. 1947년 슈튀켈베르크는 완전한 재규격화 절차도 독립적으로 개발했다. 그러한 업적은 이론 공동체에 의해 이해되고 인정되지 않았다.
이러한 무한대에 직면한 존 아치볼드 휠러와 하이젠베르크는 각각 1937년과 1943년에 소위 S행렬 이론으로 문제가 있는 양자장론을 대체할 것을 제안했다. 미시적 상호작용의 구체적인 세부 사항은 관측으로 접근할 수 없기 때문에 이론은 상호 작용의 미시적 세부 사항에 관심을 갖기보다는 상호작용에서 소수의 관찰 가능 항목(예: 원자 에너지) 간의 관계를 설명하려고 시도해야 한다. 1945년에 파인만과 휠러는 과감하게 양자장론을 완전히 포기하고 입자 상호 작용의 메커니즘으로 원거리 작용을 제안했다.
1947년에 윌리스 램과 로버트 러더포드는 램 이동이라고도 하는 수소 원자의 2S1/2 및 2P1/2 에너지 준위의 미세한 차이를 측정했다. 에너지가 전자 질량을 초과하는 광자의 기여를 무시함으로써 한스 베테는 성공적으로 램 이동의 수치를 추정했다. 이어서 노르만 크롤, 램, 제임스 프렌치 및 빅토어 바이스코프는 무한대가 다른 무한대를 취소하여 유한한 수량을 생성하는 접근 방식을 사용하여 이 값을 다시 확인했다. 그러나 이 방법은 서투르고 신뢰할 수 없으며 다른 계산으로 일반화할 수 없다.
돌파구는 결국 1950년경 줄리언 슈윙거, 리처드 파인만, 프리먼 다이슨, 도모나가 신이치로가 무한대를 제거하는 보다 강력한 방법을 개발하면서 이루어졌다. 주요 아이디어는 질량과 전하의 계산된 값을 유한한 측정값으로 대체하는 것이다. 이 체계적인 계산 절차는 재규격화로 알려져 있으며 섭동 이론에서 임의의 순서에 적용될 수 있다. 도모나가는 그의 노벨 강연에서 다음과 같이 말했다.
장 반응으로 인해 수정된 질량과 전하의 일부는 [무한이 되기] 때문에 이론으로 계산하는 것은 불가능하다. 그러나 실험에서 관찰되는 질량과 전하는 원래의 질량과 전하가 아니라 장반응에 의해 변형된 질량과 전하이며 유한하다. 한편, 이론에서 나타나는 질량과 전하는… 그렇기 때문에, 특히 이론이 수정된 질량과 전하를 계산할 수 없기 때문에 현상학적으로 실험 값을 대입하는 절차를 채택할 수 있다... 이 절차를 질량 및 전하의 재표준화라고 한다... 슈윙거보다 덜 숙련된 길고 힘든 계산 끝에 우리는 결과를 얻었다... [그] 미국인의 것과 일치했다.
 — 도모나가 신이치로
재규격화 절차를 적용하여 최종적으로 전자의 비정상적인 자기 모멘트 (2에서 전자 g 계수의 편차) 및 진공 분극을 설명하기 위한 계산이 이루어졌다. 이 결과는 실험적 측정치와 놀라울 정도로 일치하여 "무한대와의 전쟁"의 종식을 알렸다.
동시에 파인만은 양자 역학과 파인만 도형의 경로 적분 공식을 도입했다. 후자는 섭동 확장에서 용어를 시각적으로 직관적으로 구성하고 계산하는 데 사용할 수 있다. 각 도형은 상호작용에서 입자의 경로로 해석될 수 있으며 각 꼭지점과 선에는 해당 수학적 표현이 있으며 이러한 표현의 곱은 도형에 표시된 상호작용의 산란 진폭을 제공한다.
재규격화 절차와 파인만 도형의 발명과 함께 양자장론은 마침내 완전한 이론적 프레임워크로 부상했다.

### 재규격화 불가능성
양자전기역학의 엄청난 성공을 감안할 때 많은 이론가들은 1949년 이후 몇 년 동안 양자장론이 곧 광자, 전자 및 양전자 사이의 상호 작용뿐만 아니라 모든 미시적 현상에 대한 이해를 제공할 수 있을 것이라고 믿었다. 이러한 낙관론과는 달리 양자장론은 거의 20년 동안 지속된 또 다른 침체기에 접어들었다.
첫 번째 장애물은 재규격화 절차의 제한된 적용 가능성이었다. 양자전기역학의 섭동 계산에서 작은(유한한) 물리량(즉, 전자의 질량과 전하)을 재정의하여 모든 무한한 양을 제거할 수 있다. 다이슨은 1949년에 양자전기역학이 그 예인 "재규격화 가능 이론"이라고 하는 작은 부류의 이론에서만 가능하다는 것을 증명했다. 그러나 약한 상호작용의 페르미 이론을 포함한 대부분의 이론은 "재규격화 불가능"하다. 이러한 이론에서 1차 이상의 섭동 계산은 유한한 수의 물리량을 재정의하여 제거할 수 없는 무한대를 초래한다.
두 번째 주요 문제는 섭동 이론의 급수 확장에 기반한 파인만 도형 방법의 제한된 유효성에서 비롯되었다. 급수가 수렴하고 저차 계산이 좋은 근사가 되려면 급수가 전개되는 결합 상수가 충분히 작아야 한다. 양자전기역학의 결합 상수는 미세 구조 상수 α ≈ 1/137이며, 실제 계산에서는 가장 단순하고 가장 낮은 차수의 파인만 도형만 고려할 필요가 있을 정도로 작다. 대조적으로 강한 상호작용의 결합 상수는 대략 1 차수이므로 복소 고차 파인만 도형은 단순한 도형만큼 중요하다. 따라서 섭동 양자장론 방법을 사용하여 강력한 상호 작용에 대한 신뢰할 수 있는 정량적 예측을 도출할 방법이 없었다.
이러한 어려움이 다가오면서 많은 이론가들이 양자장론을 외면하기 시작했다. 일부는 대칭 원리와 보존 법칙에 초점을 맞추었고 다른 일부는 휠러와 하이젠베르크의 오래된 S-행렬 이론을 선택했다. 양자장론은 휴리스틱 방식으로 지침 원칙으로 사용되었지만 정량적 계산의 기초로는 사용되지 않았다.

### 소스 이론
그러나 슈윙거는 다른 길을 택했다. 10년 이상 동안 그와 그의 학생들은 장론의 거의 유일한 주창자였지만 1951년에 외부 소스를 게이지 장에 결합되는 흐름으로 사용하는 새로운 방법으로 무한대 문제를 해결하는 방법을 찾았다. 이전 연구 결과에 동기를 부여받은 슈윙거는 라그랑주 승수로 알려진 구성 공간 매개변수에 외부 힘을 결합하는 고전적 과정을 "양자적으로" 일반화하기 위해 이 접근 방식을 계속 추구했다. 그는 1966년에 자신의 소스 이론을 요약한 다음 입자, 소스 및 장이라는 제목의 세 권의 책에서 양자 전기역학에 대한 이론의 적용을 확장했다. 새로운 관점이 가장 성공적으로 적용된 파이온 물리학의 발전은 그에게 수학적 단순성과 개념적 명확성의 큰 이점을 확신시켰다.
소스 이론에는 발산이나 재규격화가 없다. 장론의 계산 도구로 간주될 수 있지만 더 일반적이다. 소스 이론을 사용하여 슈윙거는 1947년에 수행한 전자의 비정상적인 자기 모멘트를 계산할 수 있었지만 이번에는 무한한 양에 대한 '혼란스러운 언급'이 없었다.
슈윙거는 또한 그의 양자장론 중력 이론에 소스 이론을 적용했으며 아인슈타인의 고전적인 네 가지 결과인 중력 적색 편이, 중력에 의한 빛의 편향 및 감속, 수성의 근일점 세차 운동을 모두 재현할 수 있었다. 물리학계에서 소스 이론을 무시한 것은 슈윙거에게 큰 실망이었다.
| “ | 다른 사람들이 이러한 사실을 인식하지 못하는 것은 우울하지만 이해할 수 있는 일이다. | ” |
|   | — 줄리언 슈윙거                                                                    |   |

### 표준 모형

표준 모형의 기본 입자: 6가지 유형의 쿼크, 6가지 유형의 경입자, 기본 상호작용을 수행하는 4가지 유형의 게이지 보손, 기본 입자에 질량을 부여하는 힉스 보손

1954년에 양전닝과 로버트 밀스는 양자전기역학의 국소적 대칭성을 일반화하여 보다 복잡한 국소적 대칭군을 기반으로 하는 비-아벨 게이지 이론(양-밀스 이론이라고도 함)을 발표했다.:5 양자전기역학에서 (전기적으로) 하전된 입자는 광자 교환을 통해 상호 작용하는 반면, 비-아벨 게이지 이론에서는 새로운 유형의 "전하"를 운반하는 입자가 질량이 없는 게이지 보손의 교환을 통해 상호 작용한다. 광자와는 달리 이 게이지 보손 자체는 전하를 띤다.
셸던 글래쇼는 1960년에 전자기 상호작용과 약한 상호작용을 통합한 비-아벨 게이지 이론을 개발했다. 1964년에 압두스 살람과 존 클리브 워드는 다른 경로를 통해 동일한 이론에 도달했다. 그럼에도 불구하고 이 이론은 재규격화 불가능했다.
피터 힉스, 로버트 브라우트, 프랑수아 앙글레르, 제럴드 구랄닉, 카를 하겐 및 톰 키블은 유명한 Physical Review Letters에 게재된 논문에서 양-밀스 이론의 게이지 대칭이 자발적 대칭 깨짐이라는 메커니즘에 의해 깨질 수 있다고 제안했다. 이 과정으로 게이지 보손은 질량을 얻을 수 있다.
글래쇼, 살람 및 와드의 이전 이론과 자발적인 대칭 깨짐의 아이디어를 결합하여 스티븐 와인버그는 1967년에 모든 경입자 사이의 전기약한 상호 작용과 힉스 입자의 효과를 설명하는 이론을 작성했다. 그의 이론은 처음에는 대부분 무시되었다. 1971년 제라드 호프트가 비-아벨 게이지 이론이 재규격화 가능하다는 증명에 의해 다시 빛을 발하기 전까지는 말이다. 와인버그와 살람의 약한 전기자 이론은 1970년 글래쇼, 존 일리오풀로스, 루치아노 마이아니에 의해 경입자에서 쿼크로 확장되어 완성되었다.
하랄드 프리치, 머리 겔만 및 하인리히 로트윌러는 1971년에 강한 상호작용을 포함하는 특정 현상이 비-아벨 게이지 이론으로도 설명될 수 있음을 발견했다. 양자 색역학이 탄생했다. 1973년에 데이비드 그로스, 프랭크 윌첵 및 휴 데이비드 폴리쳐는 비-아벨 게이지 이론이 "점근적으로 자유롭다"는 것을 보여주었다. (비슷한 발견은 이전에도 여러 번 있었지만 대체로 무시되었다.) 따라서 적어도 고에너지 상호작용에서 양자 색역학의 결합 상수는 섭동 급수 확장을 보증하기에 충분히 작아져 강한 상호작용에 대한 정량적 예측이 가능하다.
이러한 이론적 돌파구는 양자장론의 르네상스를 가져왔다. 전기약력 이론과 색역학을 포함하는 전체 이론은 오늘날 소립자의 표준 모형이라고 한다. 표준 모형은 중력을 제외한 모든 기본 상호작용들을 성공적으로 설명하며, 그 많은 예측들은 이후 수십 년 동안 놀라운 실험적 확인을 받았다. 자발적인 대칭 깨짐 메커니즘의 핵심인 힉스 보손이 마침내 2012년 CERN에서 발견되어 표준 모형의 모든 구성 요소의 존재를 완전히 검증했다.

### 기타 발전
1970년대에는 비-아벨 게이지 이론에서 비섭동적 방법이 개발되었다. 엇호프트-폴랴코프 홀극은 이론적으로 엇호프트와 알렉산더 폴랴코프에 의해 플럭스 튜브는 홀거 벡 닐슨과 Poul Olesen에 의해 순간자는 폴랴코프와 공동 저자에 의해 발견되었다. 이러한 개체는 섭동 이론을 통해 접근할 수 없다.
초대칭도 같은 기간에 나타났다. 최초의 4차원 초대칭 양자장론은 유리 골판드와 이브게니 릭트만이 1970년에 만들었지만 철의 장막으로 인해 광범위한 관심을 끌지 못했다. 초대칭은 1973년 율리우스 베스와 브루노 추미노의 작업 이후에야 이론 커뮤니티에서 시작되었다.
네 가지 기본 상호 작용 중에서 중력은 일관된 양자장론 설명이 부족한 유일한 것으로 남아 있다. 양자 중력 이론에 대한 다양한 시도는 끈 이론의 발전으로 이어졌다. 등각 대칭을 갖는 2차원 양자장론의 한 유형이다. 조엘 셰르크와 존 슈워츠는 끈 이론이 중력의 양자 이론이 될 수 있다고 1974년에 처음 제안했다.

### 응집물질물리학
양자장론은 소립자 사이의 상호 작용 연구에서 비롯되었지만 다른 물리적 계, 특히 응집물질물리학의 다체 계에 성공적으로 적용되었다.
역사적으로 자발적 대칭 깨짐의 힉스 메커니즘은 난부 요이치로가 초전도체 이론을 기본 입자에 적용한 결과인 반면, 재규격화 개념은 물질의 2차 상전이 연구에서 나왔다.
광자가 도입된 직후 아인슈타인은 결정의 진동에 대한 양자화 절차를 수행하여 최초의 준입자인 포논을 생성했다. 레프 란다우는 많은 응집 물질계에서 저에너지 여기가 일련의 준입자 사이의 상호작용으로 설명될 수 있다고 주장했다. 양자장론의 파인만 도형은 자연스럽게 응집 물질계의 다양한 현상 분석에 적합했다.
게이지 이론은 초전도체의 자속 양자화, 양자 홀 효과의 저항을, AC 조지프슨 효과의 주파수와 전압 간의 관계를 설명하는 데 사용된다.

## 입자와 장의 이중성
양자장론에서는 입자물리학에서 다루는 광자와 전자, 쿼크 따위의 입자를 양자화한 장의 들뜸으로 해석한다. 예를 들어, 전자와 양전자는 전자장의 들뜸으로 나타낸다.
물리학의 오랜 의문 중 하나는 왜 양자수가 같은 두 입자는 절대로 구별할 수 없는지다. 예를 들어 양자수가 같은 두 뮤온은 모든 면에서 정확히 같고, 어느 실험으로도 구별할 수 없다. 모든 뮤온의 전하와 질량은 정확히 같다. 이에 반해 똑같은 과정을 거쳐 만들어진 두 자동차나 생명체는 비슷해 보이지만 여러 가지 미세한 차이가 있다. 이와 같은 동일함은 서로 다른 시각에 만들어진 입자에도 성립하는데 예를 들어 만들어진지 1초가 된 뮤온이나 1년이 지난 뮤온이나 다 남은 평균수명은 정확히 같다(다시 말해 입자는 늙지 않는다). 모든 입자를 해당하는 장의 들뜸으로 해석하면 왜 같은 종의 입자가 정확히 같은지 이해할 수 있다. 같은 종의 입자가 같은 이유는 그 입자가 개별적으로 존재하는 것이 아니라, 같은 개체(해당 입자 종의 장)의 일부분이기 때문이다.
고전역학에서는 입자 간의 상호작용을 마당으로 설명할 수 있다. 즉, 전자기력은 전자기장, 중력은 중력장으로 설명할 수 있다. 이는 양자장론에서도 마찬가지이다. 그러나 양자장론에서는 모든 장은 입자로 재해석할 수 있다. 즉, 입자 사이의 힘을 입자로 매개한다고 볼 수 있다. 예를 들어, 전자기장에 해당하는 입자는 광자고, 중력장에 해당하는 입자는 중력자다. 이로써 17세기부터 비롯된 빛이 입자인지 아니면 파동인지에 대한 문제에 대해 두 해석이 모두 맞다고 답할 수 있게 되었다.

## 양자장론에서의 계산법
상대론적 양자장론은 일반적으로 라그랑지언으로 나타낸다(양자역학에서 일반적으로 쓰이는 해밀토니언은 로런츠 공변하지 않는다). 주어진 라그랑지언으로부터 파인만 규칙을 얻는다. 양자장론에서 모든 실험적으로 측정 가능한 값은 산란 행렬로부터 계산할 수 있다. 산란 행렬은 파인만 도형의 합으로 계산할 수 있고, 파인먼 도형은 파인먼 규칙으로부터 계산한다.
고전적인 차원에서는 이와 같은 계산법은 간단하고 고전역학으로 계산한 값과 동일하다. 그러나 고리(loop)를 포함한 파인만 도형의 경우 대개 그 값이 발산한다. 이를 고치기 위하여 우선 도형의 값을 조절하여 그 발산하는 정도를 계산한 다음 그 발산을 이론의 라그랑지언에 든 상수(결합 상수, 질량 등)로 집어넣는다. 이렇게 하면 이론의 각종 상수는 무한해지지만, 이론의 예측은 유한해진다. 이 과정을 재규격화라고 한다. 이렇게 하여 유한하게 만든 무한한 수의 파인만 도형을 더하면 산란 행렬의 값을 얻는다. 이렇게 하여 얻는 값은 역시 대개 발산하는데 이 경우 각종 방법으로 재합(再合, resummation)하여 유한하게 만든다.

## 구체적 설명
표기의 단순성을 위해 다음 절에서는 디랙 상수 {\displaystyle \hbar }와 빛의 속도 {\displaystyle c}가 모두 1로 설정된 자연 단위계가 사용된다.

### 고전 분야
고전적인 장은 공간 및 시간 좌표의 함수이다. 예를 들면 뉴턴 중력 {\displaystyle \mathbf {g} (\mathbf {x} ,t)}의 중력장과 고전 전자기학의 전기장 {\displaystyle \mathbf {E} (\mathbf {x} ,t)}과 자기장 {\displaystyle \mathbf {B} (\mathbf {x} ,t)}이 있다. 고전적인 장은 시간에 따라 변하는 공간의 모든 지점에 할당된 양으로 생각할 수 있다. 따라서 무한히 많은 자유도를 가진다.
양자 역학적 특성을 나타내는 많은 현상은 고전적 장만으로는 설명할 수 없다. 광전 효과와 같은 현상은 공간적으로 연속적인 장이 아니라 불연속 입자(광자)로 가장 잘 설명된다. 양자장론의 목표는 수정된 장의 개념을 사용하여 다양한 양자 역학 현상을 설명하는 것이다.
정준 양자화 및 경로 적분은 양자장론의 두 가지 일반적인 공식이다. :61양자장론의 기초에 동기를 부여하기 위해 다음은 고전장론의 개요이다.
가장 단순한 고전적 장은 시간에 따라 변하는 공간의 모든 지점에서 실수인 실수 스칼라장이다. 이것은 {\displaystyle \phi (\mathbf {x} ,t)}로 표시된다. 여기서 {\displaystyle \mathbf {x} }는 위치 벡터이고 {\displaystyle t}는 시간이다. 장의 라그랑지언 {\displaystyle L}이
{\displaystyle L=\int d^{3}x\,{\mathcal {L}}=\int d^{3}x\,\left[{\frac {1}{2}}{\dot {\phi }}^{2}-{\frac {1}{2}}(\nabla \phi )^{2}-{\frac {1}{2}}m^{2}\phi ^{2}\right]}
라 하자. 여기서 {\displaystyle {\mathcal {L}}}는 라그랑지안 밀도, {\displaystyle {\dot {\phi }}}는 장의 시간 미분 도함수이고 {\displaystyle \nabla }는 기울기 연산자이며 {\displaystyle m}은 실 매개변수(장의 "질량")이다. 라그랑지언에 오일러-라그랑주 방정식을 적용하면
{\displaystyle {\frac {\partial }{\partial t}}\left[{\frac {\partial {\mathcal {L}}}{\partial (\partial \phi /\partial t)}}\right]+\sum _{i=1}^{3}{\frac {\partial }{\partial x^{i}}}\left[{\frac {\partial {\mathcal {L}}}{\partial (\partial \phi /\partial x^{i})}}\right]-{\frac {\partial {\mathcal {L}}}{\partial \phi }}=0,}
시간과 공간에서 변화하는 방식을 설명하는 장의 운동 방정식
{\displaystyle \left({\frac {\partial ^{2}}{\partial t^{2}}}-\nabla ^{2}+m^{2}\right)\phi =0}
을 얻는다. 이것은 클라인-고든 방정식으로 알려져 있다.
클라인-고든 방정식은 파동 방정식이므로 그 해는 다음과 같이 정상 모드 (푸리에 변환을 통해 얻음)의 합으로 표현할 수 있다.
{\displaystyle \phi (\mathbf {x} ,t)=\int {\frac {d^{3}p}{(2\pi )^{3}}}{\frac {1}{\sqrt {2\omega _{\mathbf {p} }}}}\left(a_{\mathbf {p} }e^{-i\omega _{\mathbf {p} }t+i\mathbf {p} \cdot \mathbf {x} }+a_{\mathbf {p} }^{*}e^{i\omega _{\mathbf {p} }t-i\mathbf {p} \cdot \mathbf {x} }\right),}
여기서 {\displaystyle a}는 복소수 (관습에 의해 정규화됨)이고, *는 켤레 복소수를 나타내며, {\displaystyle w_{\mathbf {p} }}는 정상 모드의 주파수이다.
{\displaystyle \omega _{\mathbf {p} }={\sqrt {|\mathbf {p} |^{2}+m^{2}}}.}
따라서 단일 {\displaystyle \mathbf {p} }에 해당하는 각 일반 모드는 주파수 {\displaystyle w_{\mathbf {p} }}를 갖는 고전적인 조화 진동자로 볼 수 있다.

### 정준 양자화
위에서 다룬 고전 장에서 양자 연산자 장으로의 양자화 절차는 고전 조화 진동자를 양자 조화 진동자로 승격하는 것과 비슷하다.
고전적인 조화 진동자의 변위는 다음과 같이 설명된다.
{\displaystyle x(t)={\frac {1}{\sqrt {2\omega }}}ae^{-i\omega t}+{\frac {1}{\sqrt {2\omega }}}a^{*}e^{i\omega t}.}
여기서 {\displaystyle a}는 복소수(관례에 따라 정규화됨)이고 {\displaystyle \omega }는 진동자의 주파수이다. {\displaystyle x}는 양자장의 공간 레이블 {\displaystyle \mathbf {x} }와 혼동하지 말고 평형 위치에서 단순 조화 진동을 하는 입자의 변위이다.
양자 조화 진동자의 경우 {\displaystyle x(t)}가 선형 연산자 {\displaystyle {\hat {x}}(t)}로 승격된다:
{\displaystyle {\hat {x}}(t)={\frac {1}{\sqrt {2\omega }}}{\hat {a}}e^{-i\omega t}+{\frac {1}{\sqrt {2\omega }}}{\hat {a}}^{\dagger }e^{i\omega t}.}
복소수 {\displaystyle a}와 {\displaystyle a^{*}}는 각각 소멸 연산자 {\displaystyle {\hat {a}}}와 생성 연산자 {\displaystyle {\hat {a}}^{\dagger }}로 대체된다. 여기서 †는 에르미트 수반을 나타낸다. 둘 사이의 교환 관계는
{\displaystyle \left[{\hat {a}},{\hat {a}}^{\dagger }\right]=1.}
단순 조화 진동자의 해밀토니언은 다음과 같이 쓸 수 있다.
{\displaystyle {\hat {H}}=\hbar \omega {\hat {a}}^{\dagger }{\hat {a}}+{\frac {1}{2}}\hbar \omega .}
가장 낮은 에너지 상태인 진공 상태 {\displaystyle |0\rangle }는
{\displaystyle {\hat {a}}|0\rangle =0}
과 같이 정의되고 에너지 {\displaystyle {\frac {1}{2}}\hbar \omega }를 가지고 있다. {\displaystyle [{\hat {H}},{\hat {a}}^{\dagger }]=\hbar \omega }임을 쉽게 확인할 수 있다. 이는 {\displaystyle {\hat {a}}^{\dagger }}가 단순 조화 진동자의 에너지를 {\displaystyle \hbar \omega }으로 증가시킨다는 뜻이다. 예를 들어, 상태 {\displaystyle {\hat {a}}^{\dagger }|0\rangle }는 에너지 {\displaystyle 3\hbar \omega /2}의 고유 상태이다. 단순 조화 진동자의 모든 에너지 고유 상태 상태는 {\displaystyle |0\rangle }에 생성 연산자 {\displaystyle {\hat {a}}^{\dagger }}를 계속 적용하여 얻을 수 있다.:  계의 모든 상태는 다음 상태들의 선형 결합으로 표현될 수 있다:
{\displaystyle |n\rangle \propto \left({\hat {a}}^{\dagger }\right)^{n}|0\rangle .}
실 스칼라 장 {\displaystyle \phi }를 양자 장 연산자 {\displaystyle {\hat {\phi }}}로 승격하여 유사한 절차를 적용할 수 있다. 반면 소멸 연산자 {\displaystyle {\hat {a}}_{\mathbf {p} }}, 생성 연산자 {\displaystyle {\hat {a}}_{\mathbf {p} }^{\dagger }} 및 각 주파수 {\displaystyle w_{\mathbf {p} }}는 이제 특정 {\displaystyle \mathbf {p} }에 대한 것이다.
{\displaystyle {\hat {\phi }}(\mathbf {x} ,t)=\int {\frac {d^{3}p}{(2\pi )^{3}}}{\frac {1}{\sqrt {2\omega _{\mathbf {p} }}}}\left({\hat {a}}_{\mathbf {p} }e^{-i\omega _{\mathbf {p} }t+i\mathbf {p} \cdot \mathbf {x} }+{\hat {a}}_{\mathbf {p} }^{\dagger }e^{i\omega _{\mathbf {p} }t-i\mathbf {p} \cdot \mathbf {x} }\right).}
이들의 교환 관계는 다음과 같다. 
{\displaystyle \left[{\hat {a}}_{\mathbf {p} },{\hat {a}}_{\mathbf {q} }^{\dagger }\right]=(2\pi )^{3}\delta (\mathbf {p} -\mathbf {q} ),\quad \left[{\hat {a}}_{\mathbf {p} },{\hat {a}}_{\mathbf {q} }\right]=\left[{\hat {a}}_{\mathbf {p} }^{\dagger },{\hat {a}}_{\mathbf {q} }^{\dagger }\right]=0,}
여기서 δ는 디랙 델타 함수이다. 진공 상태 {\displaystyle |0\rangle }는
{\displaystyle {\hat {a}}_{\mathbf {p} }|0\rangle =0,\quad {\text{for all }}\mathbf {p} .}
로 정의된다. 장의 모든 양자 상태는 {\displaystyle |0\rangle }에 생성 연산자 {\displaystyle {\hat {a}}_{\mathbf {p} }^{\dagger }}를 계속 적용하여서 얻을 수 있다. (또는 그러한 상태들의 선형 결합에 의해), 예를 들어
{\displaystyle \left({\hat {a}}_{\mathbf {p} _{3}}^{\dagger }\right)^{3}{\hat {a}}_{\mathbf {p} _{2}}^{\dagger }\left({\hat {a}}_{\mathbf {p} _{1}}^{\dagger }\right)^{2}|0\rangle .}
단일 양자 조화 진동자의 상태 공간에는 진동하는 한 입자의 모든 불연속 에너지 상태가 포함되는 반면, 양자장의 상태 공간에는 임의 개수의 입자의 불연속 에너지 준위가 포함된다. 후자의 공간은 상대론적 양자 계에서 입자 수가 고정되지 않는다는 사실을 설명할 수 있는 포크 공간으로 알려져 있다. 단일 입자가 아닌 임의의 수의 입자를 양자화하는 과정을 종종 이차 양자화라고도 한다.
앞의 절차는 비상대론적 양자 역학의 직접적인 적용이며 (복소) 스칼라 장, 디랙 장 , 벡터장(예: 전자기장), 심지어 끈을 양자화하는 데 사용할 수 있다. 그러나 생성 및 소멸 연산자는 상호 작용이 없는 가장 단순한 이론(소위 자유 이론)에서만 잘 정의된다. 실 스칼라 장의 경우, 이러한 연산자의 존재는 고전적인 운동 방정식의 해를 정규 모드의 합으로 분해한 결과였다. 현실적인 상호 작용 이론에 대한 계산을 수행하려면 섭동 이론이 필요하다.
자연의 모든 양자장의 라그랑지언은 자유 이론 항에 추가하여 상호 작용 항을 포함한다. 예를 들어 사승 상호작용 항은 실 스칼라 장의 라그랑지언에 도입될 수 있다:
{\displaystyle {\mathcal {L}}={\frac {1}{2}}(\partial _{\mu }\phi )\left(\partial ^{\mu }\phi \right)-{\frac {1}{2}}m^{2}\phi ^{2}-{\frac {\lambda }{4!}}\phi ^{4}.}
여기서 {\displaystyle \mu }는 시공간 첨자이고, {\displaystyle \partial _{0}=\partial /\partial t,\ \partial _{1}=\partial /\partial x^{1}} 등이다. 첨자 {\displaystyle \mu }에 대한 합 기호는 아인슈타인 표기법에 따라 생략되었다. 매개변수 {\displaystyle \lambda }가 충분히 작으면 위의 라그랑지언에 의해 설명된 상호 작용 이론은 자유 이론의 작은 섭동으로 간주될 수 있다.

### 경로 적분
양자장론의 경로 적분 공식화는 연산자 및 상태 공간의 설정보다는 특정 상호 작용 과정의 산란 진폭을 직접 계산하는 것과 관련이 있다. 계가 초기 상태 {\displaystyle |\phi _{I}\rangle }, {\displaystyle t=0}에서 어떤 최종 상태 {\displaystyle |\phi _{F}\rangle }, {\displaystyle t=T}로 진화할 확률 진폭을 계산하기 위해 총 시간 {\displaystyle T}를 {\displaystyle N}개의 작은 간격으로 나눈다. 전체 진폭은 모든 중간 상태에 대해 적분된 각 간격 내의 진화 진폭의 곱이다. {\displaystyle H}를 해밀토니언(즉, 시간 진화의 생성자)이라고 하면
{\displaystyle \langle \phi _{F}|e^{-iHT}|\phi _{I}\rangle =\int d\phi _{1}\int d\phi _{2}\cdots \int d\phi _{N-1}\,\langle \phi _{F}|e^{-iHT/N}|\phi _{N-1}\rangle \cdots \langle \phi _{2}|e^{-iHT/N}|\phi _{1}\rangle \langle \phi _{1}|e^{-iHT/N}|\phi _{I}\rangle .}
N → ∞ 극한을 취하는 경우 위의 적분 곱은 파인만 경로 적분이 된다.
{\displaystyle \langle \phi _{F}|e^{-iHT}|\phi _{I}\rangle =\int {\mathcal {D}}\phi (t)\,\exp \left\{i\int _{0}^{T}dt\,L\right\},}
여기서 {\displaystyle L}은 르장드르 변환을 통해 해밀토니안 H 에서 얻은 공간 및 시간 좌표에 대한 ϕ 및 그 도함수를 포함하는 라그랑지언이다. 경로 적분의 초기 조건과 최종 조건은 각각 다음과 같다.
{\displaystyle \phi (0)=\phi _{I},\quad \phi (T)=\phi _{F}.}
즉, 전체 진폭은 초기 상태와 최종 상태 사이의 가능한 모든 경로의 진폭에 대한 합이며, 여기서 경로의 진폭은 피적분 함수의 지수로 제공된다.

### 2점 상관 함수
계산하다 보면 자유 또는 상호 작용 이론 각각에서 다음과 같은 표현을 자주 접하게 된다.{\displaystyle \langle 0|T\{\phi (x)\phi (y)\}|0\rangle \quad {\text{or}}\quad \langle \Omega |T\{\phi (x)\phi (y)\}|\Omega \rangle }여기서, {\displaystyle x}, {\displaystyle y}는 위치 4-벡터, {\displaystyle T}는 피연산자를 섞어서 {\displaystyle x^{0}}와 {\displaystyle y^{0}}가 오른쪽에서 왼쪽으로 증가하고 {\displaystyle |\Omega \rangle }가 자유 바닥 상태 {\displaystyle |0\rangle }와는 다른 상호 작용 이론의 바닥 상태(진공 상태)이도록 만드는 시간 순서 연산자이다. 이 표현식은 장이 {\displaystyle y}에서 {\displaystyle x}로 전파되는 확률 진폭을 나타내며 2점 전파 인자, 2점 상관 함수, 2점 그린 함수 또는 짧게 2점 함수와 같은 여러 이름으로 사용된다.
파인만 전파인자라고도 하는 자유 2점 함수는 정준 양자화 또는 경로 적분에 의해 
{\displaystyle \langle 0|T\{\phi (x)\phi (y)\}|0\rangle \equiv D_{F}(x-y)=\lim _{\epsilon \to 0}\int {\frac {d^{4}p}{(2\pi )^{4}}}{\frac {i}{p_{\mu }p^{\mu }-m^{2}+i\epsilon }}e^{-ip_{\mu }(x^{\mu }-y^{\mu })}.}
이 되는 실 스칼라 장에 대해 찾을 수 있다.
라그랑지안 또는 해밀토니언이 상호 작용을 설명하는 {\displaystyle L_{I}(t)}나 {\displaystyle H_{I}(t)} 항을 포함하는 상호 작용 이론에서 2점 함수는 정의하기가 더 어렵다. 그러나 정준 양자화 공식화와 경로 적분 공식화를 통해 자유 2점 함수의 섭동 무한 급수을 통해 표현할 수 있다.
정준 양자화에서 2점 상관 함수는 다음과 같이 쓸 수 있다.:87
{\displaystyle \langle \Omega |T\{\phi (x)\phi (y)\}|\Omega \rangle =\lim _{T\to \infty (1-i\epsilon )}{\frac {\left\langle 0\left|T\left\{\phi _{I}(x)\phi _{I}(y)\exp \left[-i\int _{-T}^{T}dt\,H_{I}(t)\right]\right\}\right|0\right\rangle }{\left\langle 0\left|T\left\{\exp \left[-i\int _{-T}^{T}dt\,H_{I}(t)\right]\right\}\right|0\right\rangle }},}
여기서 {\displaystyle \varepsilon }은 무한소이고 {\displaystyle \phi _{I}}는 자유 이론 하에서 장 연산자이다. 여기서 지수함수는 멱급수 확장으로 이해되어야 한다. 예를 들어, {\displaystyle \phi ^{4}} -이론에서 해밀토니언의 상호 작용 항은 {\textstyle H_{I}(t)=\int d^{3}x\,{\frac {\lambda }{4!}}\phi _{I}(x)^{4}}과 같다. 그리고 {\displaystyle \lambda }에 대한 2점 상관자의 확장은{\displaystyle \langle \Omega |T\{\phi (x)\phi (y)\}|\Omega \rangle ={\frac {\displaystyle \sum _{n=0}^{\infty }{\frac {(-i\lambda )^{n}}{(4!)^{n}n!}}\int d^{4}z_{1}\cdots \int d^{4}z_{n}\langle 0|T\{\phi _{I}(x)\phi _{I}(y)\phi _{I}(z_{1})^{4}\cdots \phi _{I}(z_{n})^{4}\}|0\rangle }{\displaystyle \sum _{n=0}^{\infty }{\frac {(-i\lambda )^{n}}{(4!)^{n}n!}}\int d^{4}z_{1}\cdots \int d^{4}z_{n}\langle 0|T\{\phi _{I}(z_{1})^{4}\cdots \phi _{I}(z_{n})^{4}\}|0\rangle }}.}이 된다. 이 섭동 확장은 상호 작용하는 2점 함수를 자유 이론에서 계산되는 양 {\displaystyle \langle 0|\cdots |0\rangle }으로 표현한다.
경로 적분 공식에서 2점 상관 함수는 다음과 같이 쓸 수 있다 :284
{\displaystyle \langle \Omega |T\{\phi (x)\phi (y)\}|\Omega \rangle =\lim _{T\to \infty (1-i\epsilon )}{\frac {\int {\mathcal {D}}\phi \,\phi (x)\phi (y)\exp \left[i\int _{-T}^{T}d^{4}z\,{\mathcal {L}}\right]}{\int {\mathcal {D}}\phi \,\exp \left[i\int _{-T}^{T}d^{4}z\,{\mathcal {L}}\right]}}.}
여기서 {\displaystyle {\mathcal {L}}}는 라그랑지언 밀도이다. 이전 문단에서와 같이 지수는 λ의 계열로 확장될 수 있으며 상호 작용하는 2점 함수를 자유 이론의 양으로 줄이다.
윅의 정리는 자유 이론의 n 점 상관 함수를 2점 상관 함수의 곱의 합으로 더 줄인다. 예를 들어,
{\displaystyle {\begin{aligned}\langle 0|T\{\phi (x_{1})\phi (x_{2})\phi (x_{3})\phi (x_{4})\}|0\rangle &=\langle 0|T\{\phi (x_{1})\phi (x_{2})\}|0\rangle \langle 0|T\{\phi (x_{3})\phi (x_{4})\}|0\rangle \\&+\langle 0|T\{\phi (x_{1})\phi (x_{3})\}|0\rangle \langle 0|T\{\phi (x_{2})\phi (x_{4})\}|0\rangle \\&+\langle 0|T\{\phi (x_{1})\phi (x_{4})\}|0\rangle \langle 0|T\{\phi (x_{2})\phi (x_{3})\}|0\rangle .\end{aligned}}}
상호작용하는 상관 함수는 자유 상관 함수로 표현될 수 있기 때문에 (섭동적) 상호작용 이론에서 모든 물리량을 계산하기 위해서는 자유 상관 함수만 계산하면 된다.:90 이것은 파인만 전파인자를 양자장론에서 가장 중요한 양 중 하나로 만든다.

### 파인만 도형
상호 작용 이론의 상관 함수는 섭동 급수로 작성할 수 있다. 시리즈의 각 용어는 자유 이론의 파인만 전파인자의 산물이며 파인만 도형으로 시각적으로 나타낼 수 있다. 예를 들어, {\textstyle \phi ^{4}} 이론에서 2점 상관 함수의 {\textstyle \lambda ^{1}}항은
{\displaystyle {\frac {-i\lambda }{4!}}\int d^{4}z\,\langle 0|T\{\phi (x)\phi (y)\phi (z)\phi (z)\phi (z)\phi (z)\}|0\rangle .}
윅의 정리를 적용한 후 용어 중 하나는 다음과 같다.
{\displaystyle 12\cdot {\frac {-i\lambda }{4!}}\int d^{4}z\,D_{F}(x-z)D_{F}(y-z)D_{F}(z-z).}
이 용어는 대신 파인만 도형에서 얻을 수 있다.
 .
이 도형은 다음으로 구성된다.
- 하나의 가장자리와 연결되고 점으로 표시되는 외부 꼭지점 (여기서는 {\displaystyle x}, {\displaystyle y} ).
- 네 개의 모서리와 연결되고 점으로 표시되는 내부 꼭지점 (여기서는 {\displaystyle z} ).
- 꼭지점을 연결하고 선으로 표시되는 모서리 .

모든 꼭지점은 시공간에서 해당 지점의 단일 {\displaystyle \phi } 장 인자에 해당한다. 가장자리는 시공간 지점 사이의 전파 인자에 해당한다. 도형에 해당하는 섭동 급수의 항은 소위 파인만 규칙에서 다음과 같은 식을 적어서 얻는다.
1. 모든 내부 꼭지점 {\displaystyle z_{i}}에 대해, 인자 {\textstyle -i\lambda \int d^{4}z_{i}}을 적는다.
2. 두 꼭지점 {\displaystyle z_{i}}, {\displaystyle z_{j}}을 연결하는 모든 모서리에 대해 인자 {\displaystyle D_{F}(z_{i}-z_{j})}을 적는다.
3. 도형의 대칭 인자로 나눈다.

대칭 인자 {\displaystyle 2}로 이러한 규칙을 따르면 정확히 위의 표현식이 생성된다. 전파 인자를 푸리에 변환함으로써 파인만 규칙은 위치 공간에서 운동량 공간으로 재구성될 수 있다.:91–94
{\displaystyle k} 차수에 대한 {\displaystyle n}-점 상관 함수를 계산하기 위해 {\displaystyle n}개의 외부 점과 {\displaystyle k}개 이하의 꼭지점이 있는 모든 유효한 파인만 도형을 나열한 다음 파인만 규칙을 사용하여 각 항에 대한 식을 얻는다. 정확히 말하자면,
{\displaystyle \langle \Omega |T\{\phi (x_{1})\cdots \phi (x_{n})\}|\Omega \rangle }
{\displaystyle n}개의 외부 점이 있는 연결된 모든 도형(에 해당하는 표현)의 합과 같다. (연결 도형은 모든 꼭지점이 모서리를 통해 외부 점에 연결되는 도형이다. 외부 회선과 완전히 분리된 구성 요소를 "진공 기포"라고도 한다.) 위에서 논의한 {\textstyle \phi ^{4}} 상호 작용 이론에서 모든 꼭지점에는 네 개의 다리가 있어야 한다.
실제 적용에서 특정 상호 작용의 산란 진폭 또는 입자의 감쇠 속도는 S-행렬 에서 계산할 수 있으며 자체적으로 파인만 도형을 사용하여 찾을 수 있다.
"루프"가 없는 파인만 도형은 최부분 상호 작용 프로세스를 설명하는 트리 수준 도형이라고 한다. {\displaystyle n} 루프를 포함하는 것은 {\displaystyle n} 루프 도형이라고 하며 이는 상호 작용에 대한 고차 기여 또는 복사 보정을 설명한다. 끝점이 꼭지점인 선은 가상 입자의 전파로 생각할 수 있다.

### 재규격화
파인만 규칙을 사용하여 트리 수준 도형을 직접 평가할 수 있다. 그러나 위에 표시된 것과 같은 루프 도형의 순진한 계산은 발산 모멘텀 적분을 초래할 것이며, 이는 섭동 확장의 거의 모든 항이 무한함을 암시하는 것처럼 보인다. 재규격화 절차는 이러한 무한대를 제거하기 위한 체계적인 과정이다.
질량 {\textstyle m}과 결합 상수 {\textstyle \lambda }와 같은 라그랑지안의 매개변수는 물리적 의미가 없다. {\textstyle m}, {\textstyle \lambda }, 장 강도 {\textstyle \phi }는 실험으로 측정할 수 없는 양이며, 각각 bare mass, bare coupling constant, bare field로 불린다. 물리적 질량과 결합 상수는 어떤 상호작용에서는 측정되며, 일반적으로 bare quantity와 다르다. 이 상호 작용 과정에서 물리량을 계산하는 동안 발산 운동량 적분의 영역을 운동량 컷오프 {\textstyle \Lambda } 미만으로 제한하고 물리량에 대한 표현을 얻은 다음 극한 {\textstyle \Lambda \rightarrow \infty } 취할 수 있다. 이것은 양자장론에서 발산을 처리하는 방식들인 조절의 예이며 {\textstyle \Lambda }가 조절자이다.
계산에는 질량 및 결합 상수와 같은 기본 수량만 포함되므로 위에 설명된 접근 방식을 단순 섭동 이론이라고 한다. 재규격화 섭동 이론이라고 하는 다른 접근법은 맨 처음부터 물리적으로 의미 있는 양을 사용하는 것이다. {\textstyle \phi ^{4}} 이론의 경우 먼저 장 강도를 재정의한다.
{\displaystyle \phi =Z^{1/2}\phi _{r},}
여기서 {\textstyle \phi } 는 bare field, {\textstyle \phi _{r}}은 재규격화된 장, Z는 결정할 상수이다. 라그랑지언 밀도는 다음과 같다.
{\displaystyle {\mathcal {L}}={\frac {1}{2}}(\partial _{\mu }\phi _{r})(\partial ^{\mu }\phi _{r})-{\frac {1}{2}}m_{r}^{2}\phi _{r}^{2}-{\frac {\lambda _{r}}{4!}}\phi _{r}^{4}+{\frac {1}{2}}\delta _{Z}(\partial _{\mu }\phi _{r})(\partial ^{\mu }\phi _{r})-{\frac {1}{2}}\delta _{m}\phi _{r}^{2}-{\frac {\delta _{\lambda }}{4!}}\phi _{r}^{4}}
여기서 mr 및 λr은 각각 실험적으로 측정 가능하고 재규격화된 질량 및 결합 상수이며,
{\displaystyle \delta _{Z}=Z-1,\quad \delta _{m}=m^{2}Z-m_{r}^{2},\quad \delta _{\lambda }=\lambda Z^{2}-\lambda _{r}}
는 결정해야 할 상수이다. 처음 세 항은 재규격화된 양으로 작성된 {\textstyle \phi ^{4}} 라그랑지언 밀도이며, 후자의 세 항은 "반대항"이라고 한다. 이제 라그랑지언에 더 많은 항이 포함되어 있으므로 파인만 도형에는 각각 고유한 파인만 규칙이 있는 추가 요소가 포함되어야 한다. 절차는 다음과 같이 설명된다. 먼저 조절 체계(예: 위에서 소개한 컷오프 조절 또는 차원 조절)를 선택한다. 조절자를 {\textstyle \Lambda }로 부르고, 발산 항이 {\textstyle \Lambda }에 따라 달라지는 파인만 도형을 계산한다. 그런 다음 {\textstyle \Lambda \rightarrow \infty } 극한이 취해질 때 반대항에 대한 파인만 도형이 일반 파인만 도형에서 분기 항을 정확히 취소하도록 {\textstyle \delta _{Z},\delta _{m},\delta _{\lambda }}를 정의한다. 이러한 방식으로 의미 있는 유한 수량을 얻는다.
재정의 가능한 이론에서는 유한한 결과를 얻기 위해 모든 무한대를 제거하는 것이 가능하지만 재규격화 불가능한 이론에서는 소수의 매개변수를 재정의하여 무한대를 제거할 수 없다. 기본 입자의 표준 모형은 재규격화 가능한 양자장론이다 반면 양자 중력은 재규격화할 수 없다.

#### 재규격화군
케네스 윌슨이 개발한 재규격화군은 계를 다른 척도에서 볼 때 물리적 매개변수(라그랑지안 계수)의 변화를 연구하는 데 사용되는 수학적 장치이다. 규모에 따라 각 매개변수가 변경되는 방식은 {\textstyle \beta } 함수로 설명된다. 정량적 물리적 예측의 기초가 되는 상관 함수는 칼란-시만직 방정식에 따라 규모에 따라 변경된다.
예를 들어 양자전기역학의 결합 상수, 즉 기본 전하 {\textstyle e}에 대해 다음과 같은 {\textstyle \beta } 함수를 갖는다.
{\displaystyle \beta (e)\equiv {\frac {1}{\Lambda }}{\frac {de}{d\Lambda }}={\frac {e^{3}}{12\pi ^{2}}}+O{\mathord {\left(e^{5}\right)}},}
여기서 {\textstyle \Lambda }는 {\textstyle e}의 측정이 수행되는 에너지 규모이다. 이 미분방정식은 눈금이 증가함에 따라 관찰된 기본 전하가 증가함을 의미한다. 에너지 규모에 따라 변하는 재규격화 결합 상수는 실행 결합 상수라고도 한다.:420
대칭군 {\textstyle {\text{SU}}(3)}에 기초한 비-아벨 게이지 이론인 양자 색역학의 결합 상수 {\textstyle g} 다음과 같은 {\textstyle \beta } 함수를 가진다.
{\displaystyle \beta (g)\equiv {\frac {1}{\Lambda }}{\frac {dg}{d\Lambda }}={\frac {g^{3}}{16\pi ^{2}}}\left(-11+{\frac {2}{3}}N_{f}\right)+O{\mathord {\left(g^{5}\right)}},}
여기서 {\textstyle N_{f}}는 쿼크 맛깔의 수이다. {\textstyle N_{f}\leq 16}인 경우(표준 모형은 {\textstyle N_{f}=6} ), 결합상수 {\textstyle g}는 에너지 규모가 커짐에 따라 감소한다. 따라서 강한 상호 작용은 낮은 에너지에서 강하지만 높은 에너지 상호 작용에서는 아주 약해진다. 이는 점근적 자유로 알려진 현상이다. 
등각 장론은 등각 대칭을 인정하는 특수 양자장론이다. 모든 커플링 상수는 소멸되는 {\textstyle \beta } 함수를 가지므로 규모의 변화에 둔감한다. (그러나 그 반대는 사실이 아니다. 모든 {\textstyle \beta } 함수가 사라진다는 것이 이론의 등각 대칭을 의미하지는 않는다.) 예로는 끈 이론 및 N = 4 초대칭 양-밀스 이론이 있다.
윌슨 묘사에 따르면 모든 양자장론은 기본적으로 에너지 컷오프 {\textstyle \Lambda }를 동반한다. 즉, 이론이 {\textstyle \Lambda } 보다 높은 에너지에서는 더 이상 유효하지 않으며 {\textstyle \Lambda } 규모 이상의 모든 자유도는 생략된다. 예를 들어, 컷오프는 응집 물질계에서 원자 간격의 역수일 수 있으며 소립자 물리학에서는 중력의 양자 요동으로 인해 발생하는 시공간의 근본적인 "거칠기"와 관련될 수 있다. 입자 상호 작용 이론의 컷오프 규모는 현재 실험을 훨씬 뛰어넘는다. 이론이 그 규모에서 아주 복잡하더라도 그 결합이 충분히 약한 한 재규격화 가능한 유효 장론에 의해 낮은 에너지에서 설명되어야 한다. 재규격화 가능 이론과 재규격화 불가능 이론의 차이점은 전자는 높은 에너지의 세부 사항에 둔감한 반면 후자는 세부 사항에 의존한다는 것이다. 이 견해에 따르면, 재규격화 불가능 이론은 보다 근본적인 이론의 에너지 효율이 낮은 이론으로 여겨져야 한다. 그러한 이론의 계산에서 컷오프 {\textstyle \Lambda }를 제거하지 못하는 것은 새로운 물리적 현상이 {\textstyle \Lambda } 이상의 규모에서 나타나며 새로운 이론이 필요하다는 것을 나타낸다.

### 다른 이론들
이전 절에서 설명한 양자화 및 재규격화 절차는 실수 스칼라 장의 자유 이론 및 ϕ4 이론에 대해 수행된다. 복소 스칼라 장, 벡터장 및 디랙 장을 포함한 다른 유형의 장와 전자기 상호 작용 및 유카와 상호작용을 포함한 다른 유형의 상호 작용 항에 대해 유사한 프로세스를 수행할 수 있다.
예를 들어 양자 전기역학은 전자기장을 나타내는 디랙 장 {\textstyle \psi }와 전자기장(광자 장)을 나타내는 벡터 장 {\textstyle A^{\mu }}를 포함한다. (그 이름에도 불구하고 양자 전자기 "장"은 실제로 고전적인 전기장과 자기장이 아니라 고전적인 전자기 4- 퍼텐셜에 해당한다.) 전체 양자전기역학 라그랑지언 밀도는 다음과 같다.
{\displaystyle {\mathcal {L}}={\bar {\psi }}\left(i\gamma ^{\mu }\partial _{\mu }-m\right)\psi -{\frac {1}{4}}F_{\mu \nu }F^{\mu \nu }-e{\bar {\psi }}\gamma ^{\mu }\psi A_{\mu },}
여기서 {\textstyle \gamma ^{u}}는 디랙 행렬이고 {\displaystyle {\bar {\psi }}=\psi ^{\dagger }\gamma ^{0}}과 {\displaystyle F_{\mu \nu }=\partial _{\mu }A_{\nu }-\partial _{\nu }A_{\mu }}는 전자기장 강도이다. 이 이론의 매개변수는 전자 질량 {\textstyle m}과 기본 전하 {\textstyle e}이다. 라그랑지언 밀도의 첫 번째 항과 두 번째 항은 각각 자유 디랙 장과 자유 벡터 장에 해당한다. 마지막 용어는 자유 이론에서 섭동으로 취급되는 전자와 광자 장 사이의 상호 작용을 설명한다.
위에 표시된 것은 양자 전기역학의 트리 수준 파인만 도형의 예이다. 그것은 전자와 양전자가 소멸하여 오프쉘 광자를 생성한 다음 새로운 전자와 양전자 쌍으로 붕괴하는 것을 설명한다. 시간은 왼쪽에서 오른쪽으로 흐른다. 시간 상 앞으로 가리키는 화살표는 양전자의 전파를 나타내고, 시간 상 뒤로 가리키는 화살표는 전자의 전파를 나타낸다. 물결선은 광자의 전파를 나타낸다. 양자전기역학 파인만 도형의 각 꼭지점에는 들어오고 나가는 페르미온(양전자/전자) 다리와 광자 다리가 있어야 한다.

#### 게이지 대칭
장에 대한 다음 변환이 모든 시공간 지점 {\textstyle x}에서 수행되는 경우(국소적 변환) 양자 전기역학 라그랑지언은 불변 상태로 유지된다.
{\displaystyle U(x)=e^{i\alpha (x)^{a}t^{a}}.}
여기서 {\textstyle \alpha (x)}는 시공간 좌표의 함수이다. 이론의 라그랑지언(또는 보다 정확하게는 작용)이 특정 로컬 변환에서 불변인 경우 변환을 이론의 게이지 대칭이라고 한다.  게이지 대칭은 모든 시공간 지점에서 군을 형성한다. 양자 전기역학의 경우 서로 다른 두 가지 국소 대칭 변환 {\displaystyle e^{i\alpha (x)}}, {\displaystyle e^{i\alpha '(x)}}를 연달아 적용하는 것은 또 다른 대칭 변환 {\displaystyle e^{i[\alpha (x)+\alpha '(x)]}}이다. 임의의 {\textstyle \alpha (x)}에 대해 {\displaystyle e^{i\alpha (x)}}는 {\textstyle {\text{U}}(1)} 군의 원소이므로 양자 전기역학은 {\textstyle {\text{U}}(1)}-게이지 대칭을 갖는다고 한다. 광자장 Aμ은 {\textstyle {\text{U}}(1)} 게이지 보손이라고 할 수 있다.
{\textstyle {\text{U}}(1)}는 아벨 군이다. 이는 결과가 군의 원소를 적용하는 순서에 무관하다는 뜻이다. 양자장론은 비-아벨 군을 기반으로도 만들어 질 수 있다. 이는 비-아벨 게이지 이론(양-밀스 이론으로도 알려짐)이다. 강한 상호작용을 설명하는 양자 색역학은 {\textstyle {\text{SU}}(3)} 게이지 대칭을 가진 비-아벨 게이지 이론이다. 이는 쿼크장들을 나타내는 3개의 디랙장들 ψi, i = 1,2,3과 {\textstyle {\text{SU}}(3)}-게이지 보손에 해당하는 글루온 장들을 나타내는 8개의 벡터장 Aa,μ, a = 1,...,8을 포함한다. 양자색역학의 라그랑지언 밀도는
{\displaystyle {\mathcal {L}}=i{\bar {\psi }}^{i}\gamma ^{\mu }(D_{\mu })^{ij}\psi ^{j}-{\frac {1}{4}}F_{\mu \nu }^{a}F^{a,\mu \nu }-m{\bar {\psi }}^{i}\psi ^{i},}
이다. 여기서 {\textstyle D_{\mu }}는 게이지 공변 미분이다.
{\displaystyle D_{\mu }=\partial _{\mu }-igA_{\mu }^{a}t^{a},}
여기서 {\textstyle g}는 결합 상수이고, {\textstyle t^{a}}는 기본 표현 ( 3×3 행렬)에서 {\textstyle {\text{SU}}(3)}의 8개의 생성원이다.
{\displaystyle A_{\mu }A^{\mu }=\eta _{\mu \nu }A^{\mu }A^{\nu },\quad \partial _{\mu }\phi \partial ^{\mu }\phi =\eta ^{\mu \nu }\partial _{\mu }\phi \partial _{\nu }\phi ,}
그리고 {\textstyle f^{abc}}는 {\textstyle {\text{SU}}(3)}의 구조 상수이다. 반복되는 지수 {\textstyle i,j,a}는 아인슈타인 표기법에 따라 암묵적으로 합산된다. 이 라그랑지언은 다음 변환에서 불변한다.
{\displaystyle U(x)=e^{i\alpha (x)^{a}t^{a}}.}
여기서 {\textstyle U(x)}는 모든 시공간의 점 {\textstyle x}에서 {\textstyle {\text{SU}}(3)}의 원소이다.
{\displaystyle U(x)=e^{i\alpha (x)^{a}t^{a}}.}
대칭에 대한 이전 논의는 라그랑지언 수준에 있다. 즉, 이들은 "고전적인" 대칭이다. 양자화 후 일부 이론은 더 이상 고전적 대칭성을 나타내지 않는 이상 현상을 나타낸다. 예를 들어 경로 적분 공식에서 라그랑지언 밀도 {\displaystyle {\mathcal {L}}[\phi ,\partial _{\mu }\phi ]}의 불변성에도 불구하고 장의 특정 로컬 변환에서 경로 적분의 측도 {\textstyle {\mathcal {D}}\phi }는 변경될 수 있다. 자연을 설명하는 이론이 일관성이 있으려면 게이지 대칭에 이상이 없어야 한다. 소립자의 표준모형은 군 SU(3) × SU(2) × U(1) 에 기초한 게이지 이론으로, 모든 변칙적 현상이 정확히 상쇄된다.
일반 상대성이론의 이론적 토대인 등가원리도 게이지 대칭의 한 형태로 이해할 수 있어 일반 상대성 이론을 로런츠 군에 기초한 게이지 이론으로 만든다.
뇌터의 정리는 모든 연속적인 대칭, 즉 이산적이기보다는 연속적인 대칭 변환의 매개변수가 해당 보존 법칙으로 이어진다고 말한다. 예를 들어, 양자전기역학의 U(1) 대칭은 전하 보존을 의미한다.
게이지 변환은 별개의 양자 상태와 관련이 없다. 오히려 동일한 양자 상태에 대한 두 개의 동등한 수학적 설명을 관련시킨다. 예를 들어 4-벡터인 광자 장 Aμ는 4개의 겉보기 자유도를 갖지만 광자의 실제 상태는 편광에 해당하는 2개의 자유도로 설명된다. 나머지 두 자유도는 "중복"이라고 한다. Aμ를 쓰는 다른 방식들은 게이지 변환에 의해 서로 관련될 수 있으며 실제로 광자 장의 동일한 상태를 설명한다. 이러한 의미에서 게이지 불변성은 "실제" 대칭이 아니라 선택한 수학적 설명의 "중복성"을 반영한 것이다.
경로 적분 공식화에서 게이지 중복을 설명하려면 소위 파데예프-포포프 게이지 고정 절차를 수행해야 한다. 비 아벨 게이지 이론에서 이러한 절차는 "유령"이라는 새로운 장을 도입한다. 고스트 장에 해당하는 입자를 고스트 입자라고 하며 외부에서 감지할 수 없다. :512–515 파데예프-포포프 절차의 보다 엄격한 일반화는 BRST 양자화에 의해 제공된다.:517

#### 자발적 대칭 깨짐
자발적인 대칭 깨짐은 라그랑지언의 대칭이 설명된 계에 의해 위반되는 메커니즘이다.
메커니즘을 설명하기 위해 다음 라그랑지언 밀도로 설명되는 N개의 실수 스칼라 장을 포함하는 선형 시그마 모형을 고려하자:
{\displaystyle {\mathcal {L}}={\frac {1}{2}}\left(\partial _{\mu }\phi ^{i}\right)\left(\partial ^{\mu }\phi ^{i}\right)+{\frac {1}{2}}\mu ^{2}\phi ^{i}\phi ^{i}-{\frac {\lambda }{4}}\left(\phi ^{i}\phi ^{i}\right)^{2}}
여기서 μ 와 λ는 실수 매개변수이다. 이론은 전역적 O(N) 대칭을 인정한다.
{\displaystyle \phi ^{i}\to R^{ij}\phi ^{j},\quad R\in \mathrm {O} (N).}
ϕ0 의 가장 낮은 에너지 상태(바닥 상태 또는 진공 상태)는
{\displaystyle \phi _{0}^{i}\phi _{0}^{i}={\frac {\mu ^{2}}{\lambda }}.}
일반성을 잃지 않고 바닥 상태를 N 방향으로 둔다.
{\displaystyle \phi _{0}^{i}=\left(0,\cdots ,0,{\frac {\mu }{\sqrt {\lambda }}}\right).}
원래 N 장은 다음과 같이 다시 작성할 수 있다.
{\displaystyle \phi ^{i}(x)=\left(\pi ^{1}(x),\cdots ,\pi ^{N-1}(x),{\frac {\mu }{\sqrt {\lambda }}}+\sigma (x)\right)}
원래의 라그랑지언 밀도는 다음과 같다.
{\displaystyle {\mathcal {L}}={\frac {1}{2}}\left(\partial _{\mu }\pi ^{k}\right)\left(\partial ^{\mu }\pi ^{k}\right)+{\frac {1}{2}}\left(\partial _{\mu }\sigma \right)\left(\partial ^{\mu }\sigma \right)-{\frac {1}{2}}\left(2\mu ^{2}\right)\sigma ^{2}-{\sqrt {\lambda }}\mu \sigma ^{3}-{\sqrt {\lambda }}\mu \pi ^{k}\pi ^{k}\sigma -{\frac {\lambda }{2}}\pi ^{k}\pi ^{k}\sigma ^{2}-{\frac {\lambda }{4}}\left(\pi ^{k}\pi ^{k}\right)^{2},}
여기서 k = 1, ..., N − 1 k = 1, ..., N − 1 k = 1, ..., N − 1 . 원래의 O(N) 전체 대칭은 더 이상 나타나지 않고 부분군 O(N − 1) 만 남는다. 자발적 대칭 깨짐 이전의 더 큰 대칭은 "숨겨졌다" 또는 자발적으로 깨졌다고 한다. 
골드스톤의 정리에 따르면 자발적인 대칭 파괴 하에서 모든 연속적인 전체 대칭이 깨지면 골드스톤 보손이라는 질량이 없는 장이 생성된다. 위의 예에서 O(N) 은 N(N − 1)/2 연속 대칭(리 대수의 차원)을 갖는 반면 O(N − 1)은 (N − 1)(N − 2)/2를 갖는다. 깨진 대칭의 수는 차이 N − 1이며, N − 1개의 질량없는 장 πk 에 해당한다.
한편, 게이지(전역 대칭이 아닌) 대칭이 자발적으로 깨지면 결과적인 골드스톤 보손은 게이지 보손에 대한 추가 자유도가 됨으로써 해당 게이지 보손에 의해 "먹어진다". 골드스톤 보손 등가 정리는 높은 에너지에서 세로로 편향된 거대한 게이지 보손의 방출 또는 흡수 진폭이 게이지 보손이 흡수한 골드스톤 보손의 방출 또는 흡수 진폭과 같아진다고 말한다.:743–744
강자성체의 양자장론에서 자발적인 대칭 파괴는 저온에서 자기 쌍극자의 정렬을 설명할 수 있다. 기본 입자의 표준 모형에서 W 및 Z 보손은 게이지 대칭의 결과로 질량이 없을 것이지만 힉스 보손의 자발적인 대칭 파괴를 통해 질량을 얻는다. 이 과정을 힉스 메커니즘이라고 한다.

#### 초대칭
자연에서 실험적으로 알려진 모든 대칭은 보손을 보손에 연결하고 페르미온을 페르미온에 연결한다. 이론가들은 보존과 페르미온과 관련된 초대칭이라고 불리는 일종의 대칭이 존재한다는 가설을 세웠다.:795
표준 모형은 푸앵카레 대칭을 따르며 생성자는 시공간 변환 Pμ 및 로런츠 변환 Jμν이다.:58–60이러한 생성자 외에도 (3+1) 차원의 초대칭에는 초전하라고 하는 추가 생성자 Qα를 포함되며, 이는 자체적으로 바일 페르미온으로 변환된다. 이러한 모든 생성자에 의해 생성된 대칭 군은 초 푸앵카레 군으로 알려져 있다. 일반적으로 각각 N = 1 초대칭, N = 2 초대칭 등에 해당하는 하나 이상의 초대칭 생성원 집합( QαI, I = 1, ..., N QαI, I = 1, ..., N QαI, I = 1, ..., N, 이 존재할 수 있다. 초대칭은 또한 다른 차원으로 구성될 수 있으며 특히 초끈 이론에 적용하기 위한 (1+1) 차원에서 구성될 수 있다.
초대칭 이론의 라그랑지언은 수퍼 푸앵카레 군의 작용 하에서 불변이어야 한다. :448 이러한 이론의 예는 다음과 같다. 최소 초대칭 표준 모형 (MSSM), N = 4 초대칭 Yang–Mills 이론, :450 및 초끈 이론. 초대칭 이론에서 모든 페르미온은 보소닉 초대칭짝을 가지며 그 반대도 마찬가지이다.:444
초대칭이 국소적 대칭으로 승격되면 게이지 이론은 초중력이라고 하는 일반 상대성 이론의 확장을 얻는다.
초대칭은 현재 물리학의 많은 문제에 대한 잠재적 솔루션이다. 예를 들어, 표준 모형의 계층 구조 문제 (왜 힉스 보손의 질량이 대통일 이론 규모나 플랑크 규모과 같은 아주 높은 규모로 복사 보정되지 않는지(재규격화 하에서))는 힉스 장과 그 초대칭짝인 힉시노를 연관시켜 해결할 수 있다. 그리고 파인만 도형의 힉스 보손 루프로 인한 복사 보정은 해당 힉시노 루프에 의해 취소된다. 초대칭은 또한 암흑물질의 특성뿐만 아니라 표준 모형의 모든 게이지 결합 상수의 대통합에 대한 해답을 제공한다.
그럼에도 불구하고 2018년 기준으로 실험은 초대칭 입자의 존재에 대한 증거를 아직 제공하지 못했다. 초대칭이 자연의 진정한 대칭이라면 그것은 깨진 대칭이어야 하며 대칭 깨짐의 에너지는 현재의 실험으로 달성할 수 있는 것보다 높아야 한다.

#### 다른 시공간
ϕ4 이론, 양자 전기역학, 양자 색역학 및 전체 표준 모형은 모두 양자장이 정의되는 배경으로 (3+1)차원 민코프스키 공간(3차원 및 1시간 차원)을 가정한다. 그러나 선험적으로 양자장론은 차원 수나 시공간 기하학에 제한을 두지 않는다.
응집물질물리학에서 양자장론은 (2+1) 차원 전자 기체를 설명하는 데 사용된다. 고에너지 물리학에서 끈 이론은 (1+1) 차원 양자장론의 유형이다. 칼루차–클레인 이론은 추가 차원에서 중력을 사용하여 더 낮은 차원 게이지 이론을 생성한다.
민코프스키 공간에서 플랫 계량 ημν 라그랑지언에서 시공간 첨자를 높이거나 낮추는 데 사용된다. 예를 들면 다음과 같다.
{\displaystyle A_{\mu }A^{\mu }=g_{\mu \nu }A^{\mu }A^{\nu },\quad \partial _{\mu }\phi \partial ^{\mu }\phi =g^{\mu \nu }\partial _{\mu }\phi \partial _{\nu }\phi .}
여기서 ημν는 ημρηρν = δμν를 만족하는 ημν의 역수이다. 반면에 휘어진 시공간의 양자장론의 경우 일반 계량(예: 블랙홀을 설명하는 슈바르츠실트 계량)이 사용된다.
{\displaystyle {\mathcal {L}}={\sqrt {|g|}}\left({\frac {1}{2}}g^{\mu \nu }\nabla _{\mu }\phi \nabla _{\nu }\phi -{\frac {1}{2}}m^{2}\phi ^{2}\right),}
여기서 gμν는 gμν의 역이다. 실제 스칼라 장의 경우 일반 시공간 배경의 라그랑지언 밀도는 다음과 같다.
{\displaystyle {\mathcal {L}}={\sqrt {|g|}}\left({\frac {1}{2}}g^{\mu \nu }\nabla _{\mu }\phi \nabla _{\nu }\phi -{\frac {1}{2}}m^{2}\phi ^{2}\right)}
여기서 g = det(gμν) 이고 ∇μ는 공변 도함수를 나타낸다. 양자장론의 라그랑지언, 즉 계산 결과 및 물리적 예측은 시공간 배경의 기하학에 따라 달라진다.

#### 위상 양자장론
양자장론의 상관 함수 및 물리적 예측은 시공간 계량 gμν에 따라 달라진다. 위상 양자장론이라고 하는 특수한 양자장론들의 경우 모든 상관 함수는 시공간 계량의 연속적인 변화와 독립적이다.:36곡선 시공간에서 양자장론은 일반적으로 시공간 배경의 기하학 (국소적 구조)에 따라 변경되는 반면, 위상 양자장론은 시공간 미분동형사상 아래에서 불변이지만 시공간의 위상 (대역적 구조)에 민감하다. 이는 위상 양자장론의 모든 계산 결과가 기본 시공간의 위상 불변량 임을 의미한다. 천–사이먼스 이론은 위상 양자장론의 한 예이며 양자 중력 모형을 구성하는 데 사용되었다. 위상 양자장론의 응용에는 부분 양자 홀 효과 및 위상 양자 컴퓨터가 포함된다. :1–5분할된 입자의 세계선 궤적(애니온으로 알려짐)은 시공간에서 링크 구성을 형성할 수 있으며, 물리학에서 애니온의 땋음 통계를 수학의 링크 불변량과 관련시킨다. 위상 양자 물질의 첨단 연구에 적용할 수 있는 위상 양자 장론에는 2+1 시공간 차원의 천-사이먼스-위튼 게이지 이론, 3+1 시공간 차원 이상의 다른 새로운 별난 위상양자장론이 포함된다.

### 섭동 및 비섭동
섭동 이론을 사용하여 작은 상호 작용 항의 전체 효과는 상호 작용에 참여하는 가상 입자 수의 급수 전개에 의해 차수별로 근사될 수 있다. 확장의 모든 용어는 파인만 도형을 사용하여 시각적으로 표현되는 가상 입자를 통해 (물리적) 입자가 서로 상호 작용할 수 있는 한 가지 가능한 방법으로 이해될 수 있다. 양자 전기역학에서 두 전자 사이의 전자기력은 가상 광자의 전파에 의해 (섭동 이론에서 1차로) 표현된다. 유사한 방식으로 W 및 Z 보손은 약한 상호 작용을 수행하는 반면 글루온은 강한 상호 작용을 수행한다. 다양한 가상 입자의 교환을 포함하는 중간 상태의 합으로서의 상호 작용 해석은 섭동 이론의 틀에서만 의미가 있다. 대조적으로 양자장론의 비섭동 방법은 상호 작용하는 라그랑주를 급수 전개없이 전체적으로 처리한다. 상호 작용을 전달하는 입자 대신에 이러한 방법은 엇호프트–폴랴코프 홀극, 도메인 벽, 플럭스 튜브 및 순간자와 같은 개념을 생성했다. 섭동없이 완전히 풀 수 있는 양자장론의 예로는 등각 장론 및 티링 모형의 최소 모형이 있다.

## 양자장론의 엄밀한 수학적 형식화
입자물리학과 응집물질물리학에서 압도적인 성공을 거두었음에도 불구하고, 양자장론 자체에는 아직까지 수학적 기반이 부족하다. 예를 들어 하그(Haag)의 정리에 따르면 양자장론에 대해 잘 정의된 상호작용 묘사가 존재하지 않으며, 이는 전체 파인만 도형의 기초가 되는 양자장론의 섭동 이론이 근본적으로 잘못 정의되었음을 의미한다.
그러나 어떠한 수렴 요구 사항 없이 형식 멱급수로서 값을 계산할 수만 있으면 되는 섭동 양자장론은 엄격한 수학적 기반이 제공될 수 있다. 특히 케빈 코르텔리오의 책 Renormalization and Effective Field Theory는 카다노프, 윌슨, 폴친스키의 유효 장론 접근 방식과 게이지 양자화 이론에 대한 바탈린-빌코비스키 접근 방식을 결합한 섭동 재규격화의 엄밀한 공식을 제공한다. 또한, 일반적으로 유한 차원 적분 이론에서 영감을 얻은 형식 계산 방법으로 이해되는 섭동 경로 적분 방법은 유한 차원 유사체로부터 적절한 수학적 기반을 얻을 수 있다.
1950년대 이후 수학자들과 수리 물리학자들은 수학적으로 엄격한 방식으로 상대론적 양자장론의 구체적인 모형의 존재를 확립하고 그 특성을 연구하기 위해 모든 양자장론을 일련의 공리로 구성하려고 시도했다. 이 연구는 수리물리학의 부분 분야인 구성적 양자장론이라고 한다.:2 이것은 CPT 정리, 스핀-통계 정리 및 골드스톤 정리와 같은 결과와 2차원 및 3차원 시공간에서 상호 작용하는 많은 양자장론의 수학적으로 엄밀한 구성(예: 임의의 다항식 상호 작용이 있는 2차원 스칼라 장론, 4차 상호 작용 등이 있는 3차원 스칼라 장론)으로 이어졌다.
일반 양자장론와 비교하여 위상 양자장론과 등각 장론의 수학적 기반은 더 잘 갖춰져 있다. 둘 다 보충 경계 표현으로 분류될 수 있다.
대수적 양자장론은 양자장론의 공리화에 대한 또 다른 접근 방식으로, 기본적 대상은 국소적 연산자와 이들 사이의 대수적 관계이다. 이 접근 방식을 따르는 공리 계에는 와이트만 공리와 하그–카스틀러 공리가 포함된다.:2–3 와이트만 공리를 만족하는 이론을 구성하는 한 가지 방법은 오스터발더-슈라더 공리를 사용 하는 것이다. 오스터발더-슈라더 공리를 사용하면 해석적 연속(윅 회전)에 의해 허수 시간 이론에서 실수 시간 이론을 얻기 위한 필요 충분 조건을 얻을 수 있다.:10
클레이 수학 재단에서 제안한 밀레니엄 수학 문제 중 하나인 양-밀스 이론의 존재성과 질량 간극 가설은 위의 공리계에 의해 설정된 잘 정의된 양-밀스 이론 존재하는지, 그리고 그 이론 안에서 질량 간극의 존재성을 증명할 수 있는지에 대한 문제이다. 전체 문제 설명은 다음과 같다.
임의의 콤팩트 단순 게이지군 {\displaystyle G}에 대해, {\displaystyle \mathbb {R} ^{4}} 위에서 자명하지 않은 양자 양-밀스 이론이 존재하고  질량 간극 Δ > 0이 존재함을 증명하라. 존재성은 최소한 다음 문헌들에서 만큼 강력한 공리계를 구성하는 것을 포함한다. Streater & Wightman (1964), Osterwalder & Schrader (1973) and Osterwalder & Schrader (1975).

## 참고 문헌
- Wilczek, Frank (1999). “Quantum field theory”. 《Reviews of Modern Physics》 71 (2): S83–S95. arXiv:hep-th/9803075. doi:10.1103/RevModPhys71.
- Gross, David (1997). “The Triumph And Limitations Of Quantum Field Theory”. arXiv:hep-th/9704139.
- Buchmüller, W.; C. Lüdeling (2006). “Field Theory and Standard Model”. arXiv:hep-ph/0609174.
- Crewther, R.J. (1995). “Introduction to Quantum Field Theory”. arXiv:hep-th/9505152.
- Álvarez-Gaumé, Luis; Miguel A. Vázquez-Mozo (2005). “Introductory Lectures on Quantum Field Theory”. arXiv:hep-th/0510040.
- Robinson, Matthew B.; K. Bland; Gerald B. Cleaver; J. Dittmann (2008). “A simple introduction to particle physics, Part I: Foundations and the Standard Model”. arXiv:0810.3328.
- Robinson, Matthew B.; Tibra Ali; Gerald B. Cleaver (2009). “A simple introduction to particle physics, Part II: Geometric foundations and relativity”. arXiv:0908.1395.
- Coleman, Sidney (1986). “Notes from Sidney Coleman’s Physics 253a”. arXiv:1110.5013.
- Siegel, Warren (1999). “Fields”. arXiv:hep-th/9912205. 2009년 6월 24일에 원본 문서에서 보존된 문서. 2012년 10월 21일에 확인함.

### 교과서
- 송희성 (2011년 11월). 《상대론적 양자역학: 입자물리학과 편극》. 서울대학교 출판부. ISBN 978-8-952-11262-0.
- 이재형 (1991년 4월). 《양자장이론》. 대우학술총서 자연과학 69. 민음사. ISBN 89-374-3569-1.
- 김영덕 (1991년 9월). 《양자 전기역학》. 민음사. ISBN 89-374-3566-7.
- Arodz, Henryk; Leszek Hadasz (2011). 《Lectures on Classical and Quantum Theory of Fields》. Berlin, Heidelberg: Springer. doi:10.1007/978-3-642-15624-3. ISBN 978-3-642-15623-6.
- Bogoliubov, N.; D. Shirkov (1982). 《Quantum Fields》. Benjamin-Cummings. ISBN 0-8053-0983-7.
- Frampton, Paul H. (2008). 《Gauge Field Theories》 3판. Wiley-VCH. doi:10.1002/9783527623358. ISBN 9783527408351.
- Greiner, Walter; Joachim Reinhardt (2009). 《Quantum Electrodynamics》 4판. Berlin, Heidelberg: Springer. doi:10.1007/978-3-540-87561-1. ISBN 978-3-540-87560-4.
- Greiner, Walter; Berndt Müller (2010). 《Gauge Theory of Weak Interactions》 4판. Berlin, Heidelberg: Springer. doi:10.1007/978-3-540-87843-8. ISBN 978-3-540-87842-1.
- Greiner, Walter; Stefan Schramm; Eckart Stein (2007). 《Quantum Chromodynamics》 3판. Berlin, Heidelberg: Springer. doi:10.1007/978-3-540-87561-1. ISBN 978-3-540-48534-6.
- Itzykson, C.; J.-B. Zuber (1980). 《Quantum Field Theory》. McGraw-Hill. ISBN 0-07-032071-3.
- Kane, Gordon L. (1993년 4월). 《Modern Elementary Particle Physics》 개정판. Westview Press. ISBN 978-0-201-62460-1.[깨진 링크(과거 내용 찾기)]
- Mandl, Franz; Graham Shaw (2010년 5월). 《Quantum Field Theory》 2판. Wiley. ISBN 978-0-471-49683-0.
- Nair, V. Parameswaran (2005). 《Quantum Field Theory: A Modern Perspective》. Graduate Texts in Contemporary Physics. New York: Springer. doi:10.1007/b106781. ISBN 978-0-387-21386-6.
- Peskin, Michael E.; Daniel V. Schroeder (1995년 10월). 《An Introduction to Quantum Field Theory》. Westview Press. ISBN 0-201-50397-2. 2014년 9월 2일에 원본 문서에서 보존된 문서. 2013년 1월 3일에 확인함.
- Ryder, Lewis H. (1996년 6월). 《Quantum Field Theory》. Cambridge University Press. ISBN 978-0-521-47814-4.
- Srednicki, Mark (2007). 《Quantum Field Theory》. Cambridge University Press. arXiv:hep-th/0409035. doi:10.1017/CBO9780511813917. ISBN 9780521864497.
- Ynduráin Muñoz, Francisco José (1996). 《Relativistic Quantum Mechanics and Introduction to Field Theory》. Springer. ISBN 978-3-540-60453-2.
- Ynduráin Muñoz, Francisco José (2006). 《The Theory of Quark and Gluon Interactions》 4판. Springer. doi:10.1007/3-540-33210-3. ISBN 978-3-540-33209-1.
- Zee, Anthony (2010). 《Quantum Field Theory in a Nutshell》 (영어) 2판. Princeton University Press. ISBN 9780691140346. 2014년 3월 18일에 원본 문서에서 보존된 문서. 2013년 1월 3일에 확인함.

### 응집물질물리학에 대한 응용
- Huang, Kerson (2010년 4월). 《Quantum Field Theory: From Operators to Path Integrals》 2판. Wiley. doi:10.1002/9783527617371. ISBN 978-3-527-40846-7. 2014년 1월 26일에 원본 문서에서 보존된 문서. 2013년 1월 3일에 확인함.
- Kleinert, Hagen; Verena Schulte-Frohlinde (2001년 7월). 《Critical Properties of φ4-Theories》. Singapore: World Scientific. doi:10.1142/4733. ISBN 981-02-4658-7.
- Kleinert, Hagen (2008년 2월). 《Multivalued Fields in Condensed Matter, Electrodynamics, and Gravitation》 (PDF). Singapore: World Scientific. doi:10.1142/6742. ISBN 978-981-279-170-2.
- Ng, Tai-Kai (2009년 4월). 《Introduction to Classical and Quantum Field Theory》. Wiley. ISBN 978-3-527-40726-2.

## 같이 보기
- 양자화
- 양자역학
- 표준 모형
- 공리적 양자장론
- 대수적 양자장론
- 끈 이론
- 유한군
- 리 군